# Kerria pusana
Kerria pusana är en insektsart som först beskrevs av Arvind K. Misra 1930.  Kerria pusana ingår i släktet Kerria och familjen Kerriidae. Inga underarter finns listade i Catalogue of Life.